# Alomya japonica
Alomya japonica är en stekelart som beskrevs av Tohru Uchida 1929. Alomya japonica ingår i släktet Alomya och familjen brokparasitsteklar. Inga underarter finns listade i Catalogue of Life.